# Teatro Tango
Teatro Tango ist ein Begriffspaar aus der spanischen Sprache, entstanden aus der Verbindung der Wörter „teatro“ (Theater, Bühne) und „tango“ (Tango).
In Argentinien wird „Teatro Tango“ zur Bezeichnung des Bühnentango genutzt, um den Unterschied zu einer Tango-Tanzveranstaltung zu verdeutlichen.
In Deutschland ist Teatro Tango seit den 1980er-Jahren als kreatives Körper- und Tanzsprache-Konzept des argentinischen Künstlers Jorge Aquista bekannt. Dieses Konzept basiert auf einem sehr freien und verspielten Umgang mit der Form und den Inhalten des Tango Argentino-Tanzes, ergänzt durch Elemente des Bewegungs- und Körpertheaters, der Tanz- und Kontaktimprovisation.
Jorge Aquista entwickelte sein Teatro Tango-Konzept in den frühen 1980er-Jahren, wobei der Ausgangspunkt ein Theaterstück war. Die enge Verbindung zwischen dem Körper-Theaterspiel (teatro) und der Ritualkraft der Tangomusik (tango) gaben dem Konzept seinen Namen. Inzwischen hat Teatro Tango in Deutschland seinen eigenständigen Platz in der Tanz- und Theaterlandschaft gefunden.
Durch Jorge Aquista’s Interventionen in  Buenos Aires seit den 1990er-Jahren wird Teatro Tango dort auch gerne zur Bezeichnung von Tango-Veranstaltungen mit einheitlichen pädagogischen Ansprüchen für Tanzunterricht, basierend auf Tangomusik, genutzt.
Jorge Aquista arbeitet seit Ende der 1970er-Jahre in den Bereichen der Bewegungs- und Darstellungskünste als Regisseur, Schauspieler und Theater-Dozent.
Geboren und aufgewachsen in Buenos Aires, führten ihn verschiedene Arbeitsstationen nach Barcelona, Rom, Stockholm, Hamburg, Berlin, Freiburg, Heidelberg. Er ist überregional in Deutschland unter anderem mit seinen Konzepten „Teatro Tango“, „Alphabetisierung des Körpers“ und Fortbildungen für körperorientiertes Vermitteln präsent.